# Thorstein Veblen
Thorstein Bunde Veblen (narozený jako Torsten Bunde Veblen, 30. července 1857 – 3. srpna 1929) byl americký ekonom a sociolog norského původu, představitel technokracie a původního amerického institucionalismu.

## Život
Narodil se v americkém městě Cato (stát Wisconsin) v rodině norských imigrantů. Měl 11 sourozenců a jeho synovec Oswald Veblen byl slavný matematik.
Svoje studium začal v Minnesotě na Carleton College, kde byl jeho učitelem ekonomie John B. Clark. Později studoval filozofii a ekonomii na Univerzitě Johnse Hopkinse a ve studiu filozofie pokračoval na Yalské univerzitě. Získal zde doktorát z filozofie, ale učitelské místo na univerzitě se mu nepodařilo sehnat. Šest let strávil doma jako nezaměstnaný, aby poté znovu začal studovat ekonomii na Cornell University. Zdejší profesor James Laurence Laughlin byl v roce 1892 jmenován profesorem ekonomie na nově založené Chicagské univerzitě a vzal svého žáka s sebou. Veblen zde napsal své nejslavnější dílo Teorie zahálčivé třídy, satirický pohled na americkou společnost. Touto knihou obohatil angličtinu o slovní spojení „conspicuous consumption“ (okázalá spotřeba).
V Chicagu Veblen učil politickou ekonomii do roku 1906, pak byl nucen školu opustit kvůli nepřijatelným mimomanželským vztahům. (Thorstein Veblen byl ženatý dvakrát: s Ellen May Rolfe (od roku 1888 do 1912) a od roku 1914 s Ann Fessenden Bradley). Učil pak na různých univerzitách (např. University of Missouri) až do roku 1927, kdy odešel do důchodu. Zemřel v Kalifornii na selhání srdce.

## Díla

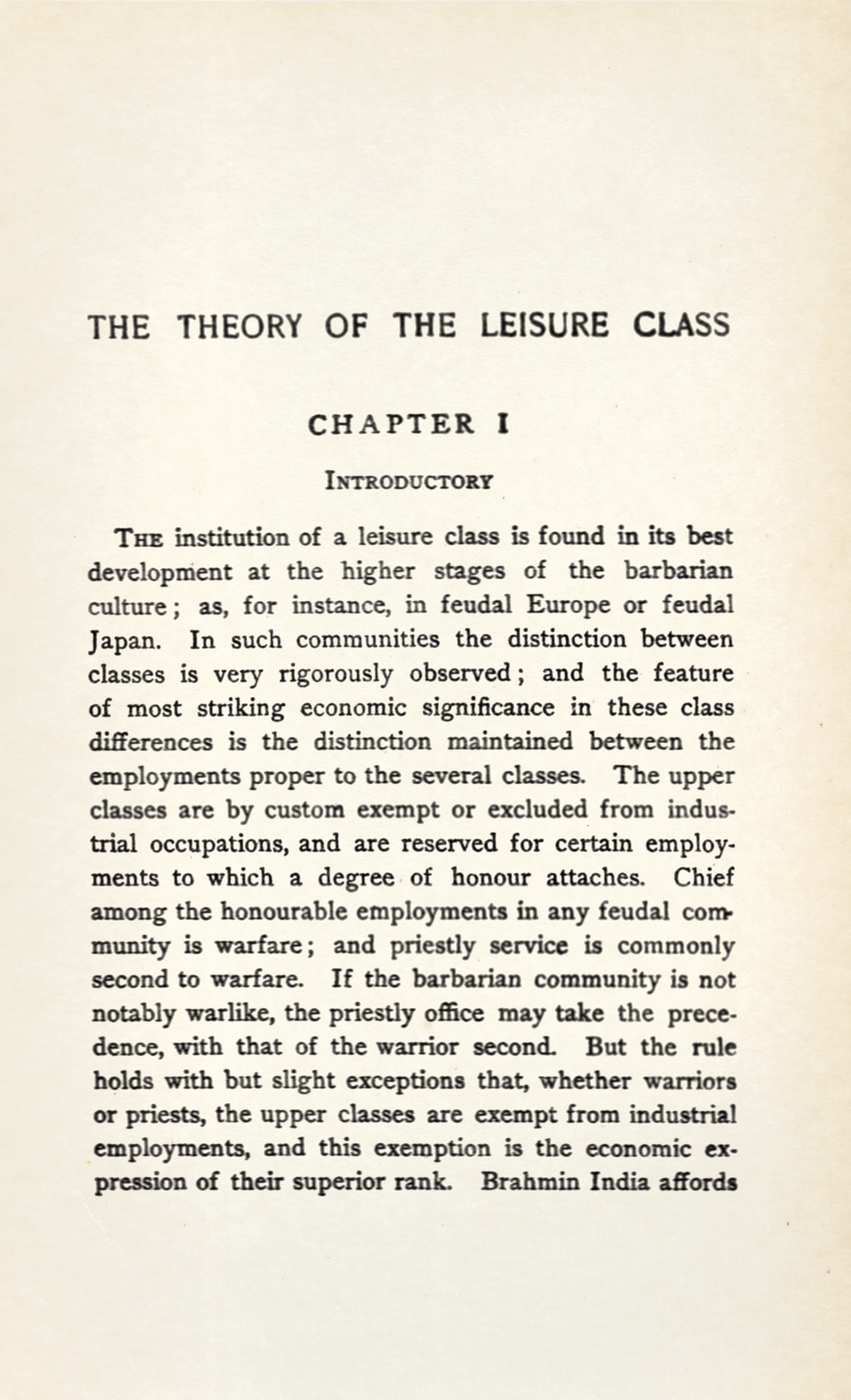
Theory of the leisure class, 1924

- Teorie zahálčivé třídy: ekonomická studie institucí (1899, The Theory of the Leisure Class: an economic study of institutions)
- Teorie obchodního podniku (1904, The Theory of Business Enterprise)
- The Instinct of Workmanship and the State of the Industrial Arts (1914)
- Imperial Germany and the Industrial Revolution (1915)
- An Inquiry into the Nature and Peace and the Terms of its Perpetuation (1917)
- The Higher Learning in America: A Memorandum on the Conduct of Universities by Business Men (1918)
- The Vested Interests and the Common Man (1919)
- The Engineers and the Price System (1921)
- Absentee Ownership and Business Enterprise in Recent Times (1923)
- The Laxdaela Saga (1925)